# Hôtel Plamon

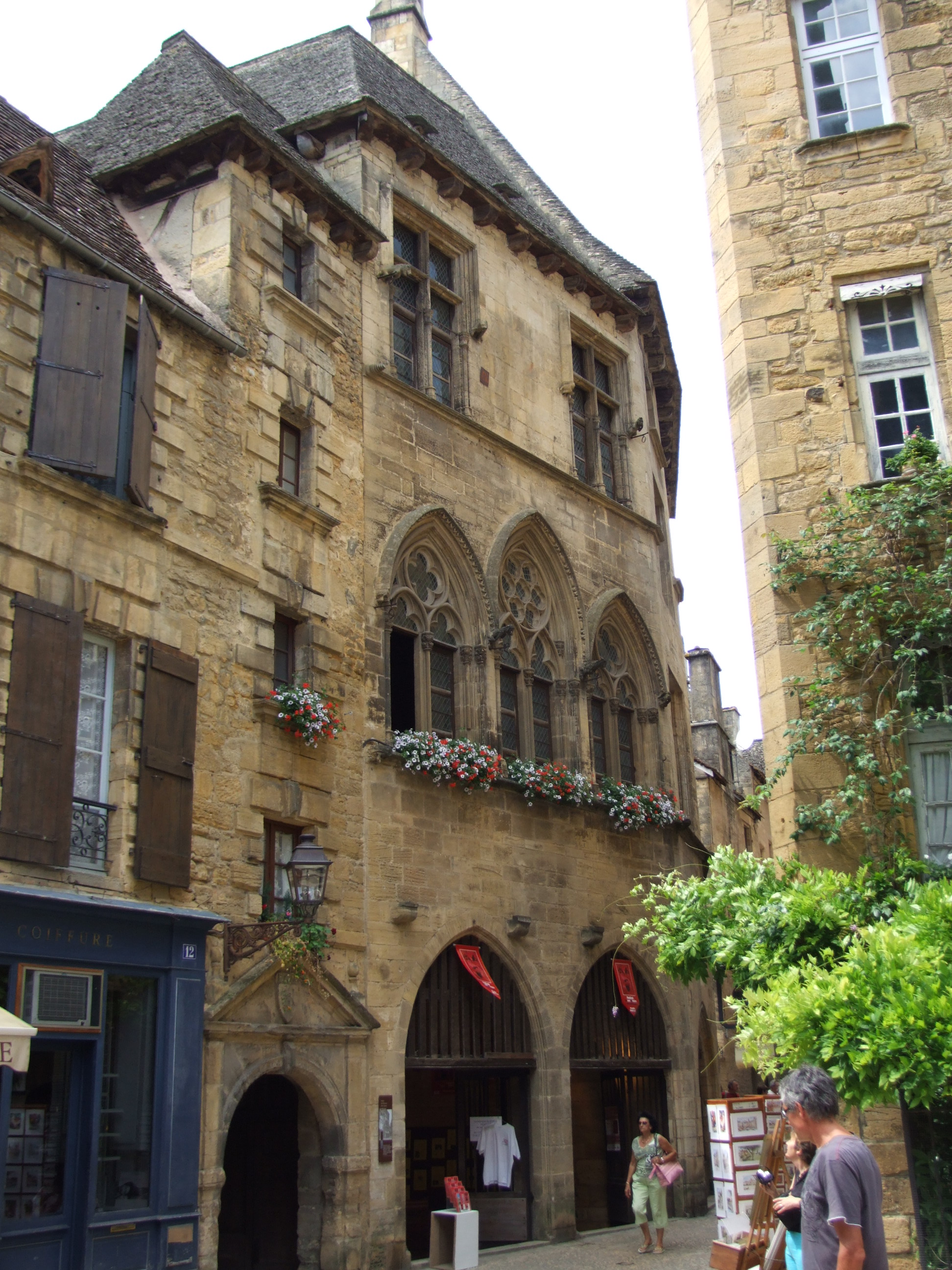
Hôtel Plamon (voorgevel)

Het Hôtel Plamon is een middeleeuws stadspaleis in de Franse stad Sarlat-la-Canéda.
Het paleis werd gebouwd in de 14e eeuw en bestaat uit drie vleugels in een U-vorm rond een centraal binnenplein. De voorgevel bevat elementen uit verschillende bouwperiodes: het gelijkvloers en de eerste verdieping (14e eeuw), tweede verdieping (15e eeuw) en een vierkanten toren met een monumentale toegangspoort (17e eeuw). Het stadspaleis behoorde tot de 17e eeuw toe aan de familie Plamon, een handelaarsfamilie die in de adelstand werd verheven.
Het Hôtel Plamon werd beschermd als historisch monument in 1889.